# 16e soirée des prix Jutra
La 16e soirée des prix Jutra, récompensant les films sortis en 2013, a lieu le 23 mars 2014 au Monument-National et est diffusée sur les ondes de ICI Radio-Canada Télé.

## Déroulement
Le gala est animé par Pénélope McQuade et Laurent Paquin. Les cotes d'écoutes se sont élevées à 631 000 téléspectateurs.
Plusieurs critiques ont dénoncé l'absence aux nominations du film Le Météore de François Delisle, sélectionné à  Sundance et à  Berlin, et de Sarah préfère la course de Chloé Robichaud, sélectionné à  Cannes.[réf. nécessaire]

## Palmarès
Les lauréats sont indiqués ci-dessous en premier de chaque catégorie et en gras.

### Meilleur film
- Louis Cyr : L'Homme le plus fort du monde - Christal Films Productions (Christian Larouche), Gaëa Films (Caroline Héroux, Stéphanie Héroux
  - Catimini - Extérieur Nuit (Nicolas Comeau, Nathalie Saint-Pierre)
  - Le Démantèlement - ACPAV (Marc Daigle, Bernadette Payeur)
  - Diego Star - Metafilms (Pascal Bascaron, Sylvain Corbeil, Nancy Grant), Man's Films Productions (Marion Hansël)
  - Gabrielle - micro_scope (Luc Déry, Kim McCraw)

### Meilleure réalisation
- Louise Archambault pour Gabrielle
  - Denis Côté pour Vic+Flo ont vu un ours
  - Robert Lepage et Pedro Pires pour  Triptyque
  - Sébastien Pilote pour Le Démantèlement
  - Daniel Roby pour Louis Cyr : L'Homme le plus fort du monde

### Meilleur acteur
- Antoine Bertrand pour Louis Cyr : L'Homme le plus fort du monde
  - Gabriel Arcand pour Le Démantèlement
  - Alexandre Landry pour Gabrielle
  - Marcel Sabourin pour L'Autre Maison
  - Issaka Sawadogo pour Diego Star

### Meilleure actrice
- Pierrette Robitaille pour Vic+Flo ont vu un ours
  - Chloé Bourgeois pour Diego Star
  - Lise Castonguay pour  Triptyque
  - Rose-Maïté Erkoreka pour Louis Cyr : L'Homme le plus fort du monde
  - Marie-Evelyne Lessard pour Les Manèges humains (en)

### Meilleur acteur de soutien
- Guillaume Cyr pour Louis Cyr : L'Homme le plus fort du monde
  - Normand Daoust pour Les Manèges humains (en)
  - Benoit Gouin pour Gabrielle
  - Vincent-Guillaume Otis pour Gabrielle
  - Gilles Renaud pour Le Démantèlement

### Meilleure actrice de soutien
- Mélissa Désormeaux-Poulin pour Gabrielle
  - Marie Brassard pour Vic+Flo ont vu un ours
  - Sophie Desmarais pour Le Démantèlement
  - Muriel Dutil pour Ressac
  - Frédérique Paré pour Catimini

### Meilleur scénario
- Louise Archambault pour Gabrielle
  - Denis Côté pour Vic+Flo ont vu un ours
  - Martin Laroche pour Les Manèges humains (en)
  - Frédérick Pelletier pour Diego Star
  - Nathalie Saint-Pierre pour Catimini

### Meilleure direction artistique
- Louis Cyr : L'Homme le plus fort du monde – Michel Proulx et Marc Ricard
  -  Triptyque – Jean Babin, Christian Légaré et David Pelletier
  - Chasse au Godard d'Abbittibbi – Marie-Hélène Lavoie
  - Diego Star – Marjorie Rhéaume
  - Upside Down – Isabelle Guay, Jean-Pierre Paquet et Réal Proulx

### Meilleurs costumes
- Louis Cyr : L'Homme le plus fort du monde – Carmen Alie
  - Chasse au Godard d'Abbittibbi – Caroline Bodson
  - Triptyque – Judy Jonker
  - Upside Down – Nicoletta Massone
  - Rouge sang – Madeleine Tremblay

### Meilleur maquillage
- Natalie Trépanier pour Louis Cyr : L'Homme le plus fort du monde
  - Kathryn Casault pour Les Quatre Soldats
  - Kathryn Casault pour Whitewash
  - Maïna Militza pour Chasse au Godard d'Abbittibbi
  - Colleen Quinton pour Erased

### Meilleure coiffure
- Martin Lapointe pour Louis Cyr : L'Homme le plus fort du monde
  - Réjean Goderre pour Il était une fois les Boys
  - Manon Joly pour Lac Mystère
  - Maïna Militza pour Chasse au Godard d'Abbittibbi
  - Denis Parent pour Les Quatre Soldats

### Meilleure direction de la photographie
- Michel La Veaux pour Le Démantèlement
  - Steve Asselin pour L'Autre Maison
  - Nicolas Bolduc pour Louis Cyr : L'Homme le plus fort du monde
  - Nathalie Moliavko-Visotzky pour Catimini
  - André Turpin pour Whitewash

### Meilleur montage
- Richard Comeau pour Gabrielle
  - Dominique Fortin pour Erased
  - Louis-Martin Paradis pour L'Autre Maison
  - Nathalie Saint-Pierre pour Catimini
  - Arthur Tarnowski pour Whitewash

### Meilleur son
- Stéphane Bergeron, Martin Pinsonnault et Simon Poudrette pour Louis Cyr : L'Homme le plus fort du monde
  - Sylvain Bellemare, Pierre Bertrand et Bernard Gariépy Strobl pour Gabrielle
  - Jérôme Boiteau pour La Légende de Sarila
  - Michel B. Bordeleau, Frédéric de Ravignan, Gavin Fernandes et Michel Proulx pour Jappeloup, l'étoffe d'un champion
  - Yann Cleary et Martin Rouillard pour Chasse au Godard d'Abbittibbi

### Meilleure musique originale
- Roche Papier Ciseaux – Ramachandra Borcar
  - La Légende de Sarila – Olivier Auriol
  - Upside Down – Benoît Charest
  - Rouge sang – Michel Cusson
  - Les Manèges humains (en) – Thomas Hellman

### Meilleur film documentaire
- En attendant le printemps de Marie-Geneviève Chabot
  - Le Chant des ondes de Caroline Martel
  - Dans un océan d'images de Helen Doyle
  - Le Prix des mots de Julien Fréchette
  - Québékoisie de Mélanie Carrier et Olivier Higgins

### Meilleur court ou moyen métrage de fiction
- Quelqu'un d'extraordinaire de Monia Chokri
  - Gaspé Copper de Alexis Fortier Gauthier
  - Mémorable moi de Jean-François Asselin
  - Nous avions de Stéphane Moukarzel
  - L'ouragan fuck you tabarnak ! de Ara Ball

### Meilleur court ou moyen métrage d'animation
- Le courant faible de la rivière de Joël Vaudreuil
  - La fin de Pinky (en) de Claire Blanchet
  - Errance de Éléonore Goldberg
  - Gloria Victoria de Theodore Ushev
  - Le jour nous écoute de Félix Dufour-Laperrière

## Prix spéciaux

### Jutra-Hommage
- Micheline Lanctôt

### Film s'étant le plus illustré à l'extérieur du Québec
- Gabrielle de Louise Archambault - micro_scope (Luc Déry, Kim McCraw)
  - Le Démantèlement de Sébastien Pilote - ACPAV (Bernadette Payeur, Marc Daigle)
  - Inch'Allah de Anaïs Barbeau-Lavalette - micro_scope (Luc Déry, Kim McCraw)
  - Tom à la ferme de Xavier Dolan - Sons of Manual, MK2, Nancy Grant, Lyse Lafontaine
  - Vic+Flo ont vu un ours de Denis Côté - La Maison de prod (Stéphanie Morissette), Métafilms (Sylvain Corbeil)

### Billet d'or
- Louis Cyr : L'Homme le plus fort du monde

## Statistiques

### Nominations multiples
11 : Louis Cyr : L'Homme le plus fort du monde
10 : Gabrielle
7 : Le Démantèlement
5 : Catimini, Chasse au Godard d'Abbittibbi, Diego Star et Vic+Flo ont vu un ours
4 : Les Manèges humains (en)
3 : L'Autre Maison, Triptyque, Upside Down et Whitewash,
2 : Les Quatre Soldats, Rouge Sang, La Légende de Sarila, Erased

### Récompenses multiples
9 : Louis Cyr : L'Homme le plus fort du monde
5 : Gabrielle